# Kinda härad
Kinda härad var ett härad i södra Östergötland, tidigare en del av smålandet Kinda. Området utgör idag Kinda kommun samt en mindre del av Linköpings kommun (Vårdnäs distrikt/Vårdnäs socken). Arealen mätte 1 428 kvadratkilometer, varav land 1 221 och befolkningen uppgick 1920 till 18 267 invånare. Tingsplats var på 1300-talet i Tjärstads socken och från 1669 Kisa, från 1964 även i Linköping.

## Geografi
Kinda härad omfattade ett område kring Åsunden, Järnlunden med flera sjöar i Stångåns vattensystem. Häradsområdet ligger på Småländska höglandets sluttningar mot Östgötaslätten och har en naturskön och rik växling av sjöar, bebyggda dalar (till exempel Kisaåns dalgång) och slätter samt branta skogshöjder. Häradsområdets dominerande båtled är Kinda kanal.

### Socknar
Kinda härad omfattade följande socknar:
I Kinda kommun 
- Horns socken
- Hycklinge socken
- Hägerstads socken
- Kisa socken
- Kättilstads socken
- Oppeby socken
- Tidersrums socken
- Tjärstads socken
- Västra Eneby socken

I Linköpings kommun
- Vårdnäs socken

I Västerviks kommun
- Del av Dalhems socken till 1887 - hemmanen Fagerdal och Örshult omfattande 1 och 1/8 mantal låg i Kinda härad medan resten låg i Norra Tjusts härad.[3] Före 1880 tillhörde sockendelen Dalhems kyrkosocken men Åtvids jordebokssocken.[4]

## Län, fögderier, tingslag, domsagor och tingsrätter
Kinda ingick sedan tidig medeltid i Östergötlands lagsaga men ingick kameralt under stor del av unionstiden i Stegeholms län som i övrigt innehöll delar som ligger i nuvarande Småland. Före Vasatiden fördes Ydre ut ur Stegeholms län och när Smålands lagsaga bildade 1559 ingick inte Ydre i denna.
Socknarna ingick i Östergötlands län. Församlingarna tillhör(de) Linköpings stift.
Häradets socknar hörde till följande fögderier:
- 1720–1966 Kinda och Ydre fögderi
- 1967–1990 Linköpings fögderi

Häradets socknar tillhörde följande tingslag, domsagor och tingsrätter:
- 1680–1947 Kinda tingslag i
  - 1680–1777 Kinda, Ydre, Vifolka och Valkebo häraders domsaga
  - 1778–1963 Kinda och Ydre domsaga
- 1948–1963 Kinda och Ydre domsagas tingslag i Kinda och Ydre domsaga
- 1964–1970 Linköpings domsagas tingslag i Linköpings domsaga

- 1971– Linköpings tingsrätt och domsaga

## Häradshövdingar
| Ämbetstid | Namn                        | Levandsperiod |
| --------- | --------------------------- | ------------- |
| 1356–1380 | Bengt Filipsson (Ulv)       |               |
| 1383–1397 | Torkel Haraldsson (Gren)    | –1402         |
| 1407–     | Bo Knutsson (Grip)          |               |
| 1417      | Bengt (Sparre)              |               |
| 1432      | Bengt Gotskalksson (Ulv))   |               |
| 1441–1444 | Klemens Bondesson           |               |
| 1476–1485 | Erland Jönsson              |               |
| 1509–1521 | Erik Slatte                 | –1532         |
| 1525–1553 | Lars Tidemansson            |               |
| 1578–1603 | Nils Nilsson (Natt och Dag) |               |
| 1604–1605 | Sven Pedersson (Bagge)      |               |
| 1607      | Joachim von Berfelt         | –1619         |
| 1608–1618 | Jöns Persson                |               |
| 1618–1623 | Carl Jönsson                |               |
| 1624–1625 | Hans Horn                   |               |
| 1625–1628 | Fritz Rosladin              | 1600–1628     |
| 1628–1642 | Lars Grubbe                 | 1601–1642     |
| 1643–1644 | Samuel Andersson            | –1644         |
| 1644–1653 | Johan Wihnbladh             |               |
| 1653–1657 | Måns Ekegren                | –1657         |
| 1659–1661 | Johan Rosenhane             | 1611–1661     |
| 1663–1665 | Carl Mörner af Tuna         | 1605–1665     |
| 1665–1679 | Bengt Banér                 |               |